# Franz Pforr

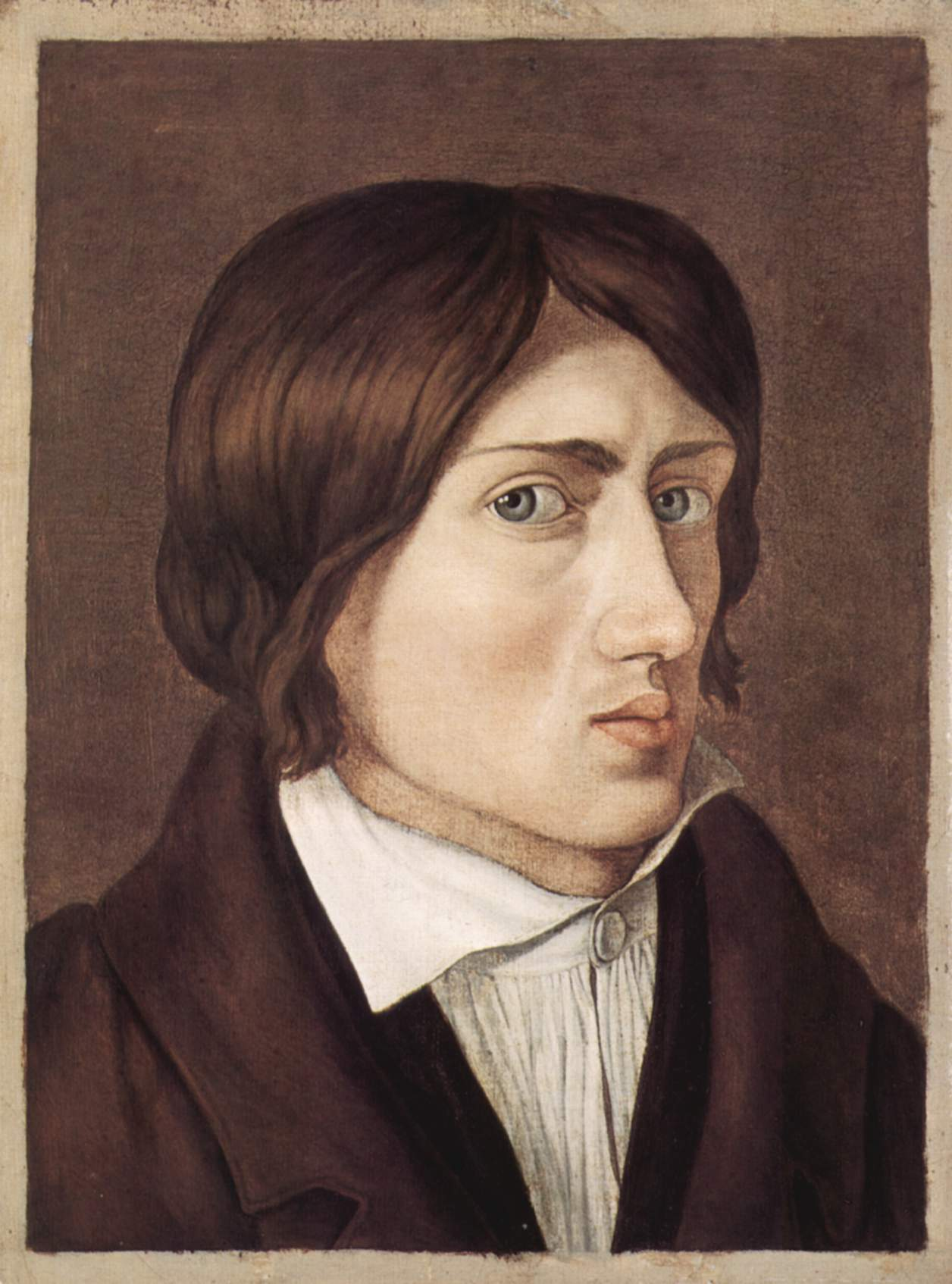
Selbstporträt, 1810

Franz Pforr, porträtiert von Friedrich Overbeck, 1810

Franz Pforr (* 5. April 1788 in Frankfurt am Main; † 16. Juni 1812 in Albano Laziale bei Rom) war ein Maler der deutschen Romantik.

## Leben
Franz Pforr war der Sohn von Johann Georg Pforr und von Johanna Christiane Pforr, geborene Tischbein. Sein Vater war ein auf Pferde spezialisierter Kunstmaler, der in Frankfurt hoch angesehen war. Im Alter von 12 Jahren verlor Franz Pforr seine Eltern und ein Jahr später seinen einzigen Bruder. Sein Onkel Johann Heinrich Tischbein, Maler, Kupferstecher und Inspector der Gemäldegalerie des Landgrafen von Hessen–Kassel, nahm ihn 1801 in Kassel in seine Obhut, förderte seine Ausbildung und unterstützte seine Bewerbung an der Wiener Kunstakademie, wo er 1805 aufgenommen wurde.
Diese Institution wurde zu jener Zeit im Geiste eines strengen Klassizismus von Heinrich Friedrich Füger geleitet. Ebenso wie einige Freunde und Studienkollegen, darunter Friedrich Overbeck, Konrad Hottinger, Ludwig Vogel und Johann Nepomuk Höfel, war er unzufrieden mit der Ausbildung an der Akademie. Die Studenten vermissten in der vernunftdurchdrungenen, streng an der äußeren klassischen Form orientierten Kunst, wie sie die Akademie vermittelte, die seelische Tiefe. Sie suchten ihren eigenen Weg und fanden ihn in der Anlehnung an die Vergangenheit. Wir fanden zwar, dass, je weiter wir fort gingen, wir uns immer mehr von den Grundsätzen der Akademie entfernten, dagegen fanden wir, dass wir uns der Art der alten Maler immer mehr näherten.
Der künstlerische Gegensatz zur Akademie führte schließlich zu schweren äußeren Konflikten. 1809 kam es einerseits zum Ausschluss aus der Akademie, andererseits zur Gründung des Lukasbundes durch die jungen Künstler. Overbeck, Hottinger, Vogel und Pforr verließen 1810 Wien, um zum Studium alter italienische Meister und zur Weiterentwicklung ihrer Malkunst nach Rom zu ziehen. Dort schufen sie eine Kunstrichtung, die später unter dem Namen nazarenische Kunst bekannt wurde und die als wichtige Strömung innerhalb der romantischen Kunst die erste Hälfte des 19. Jahrhunderts maßgeblich mit bestimmen sollte.
Pforr selbst war es nicht vergönnt, den Durchbruch seiner Kunst zur allgemeinen Anerkennung mitzuerleben. Im Alter von 24 Jahren starb er an der Tuberkulose.

## Lebenswerk

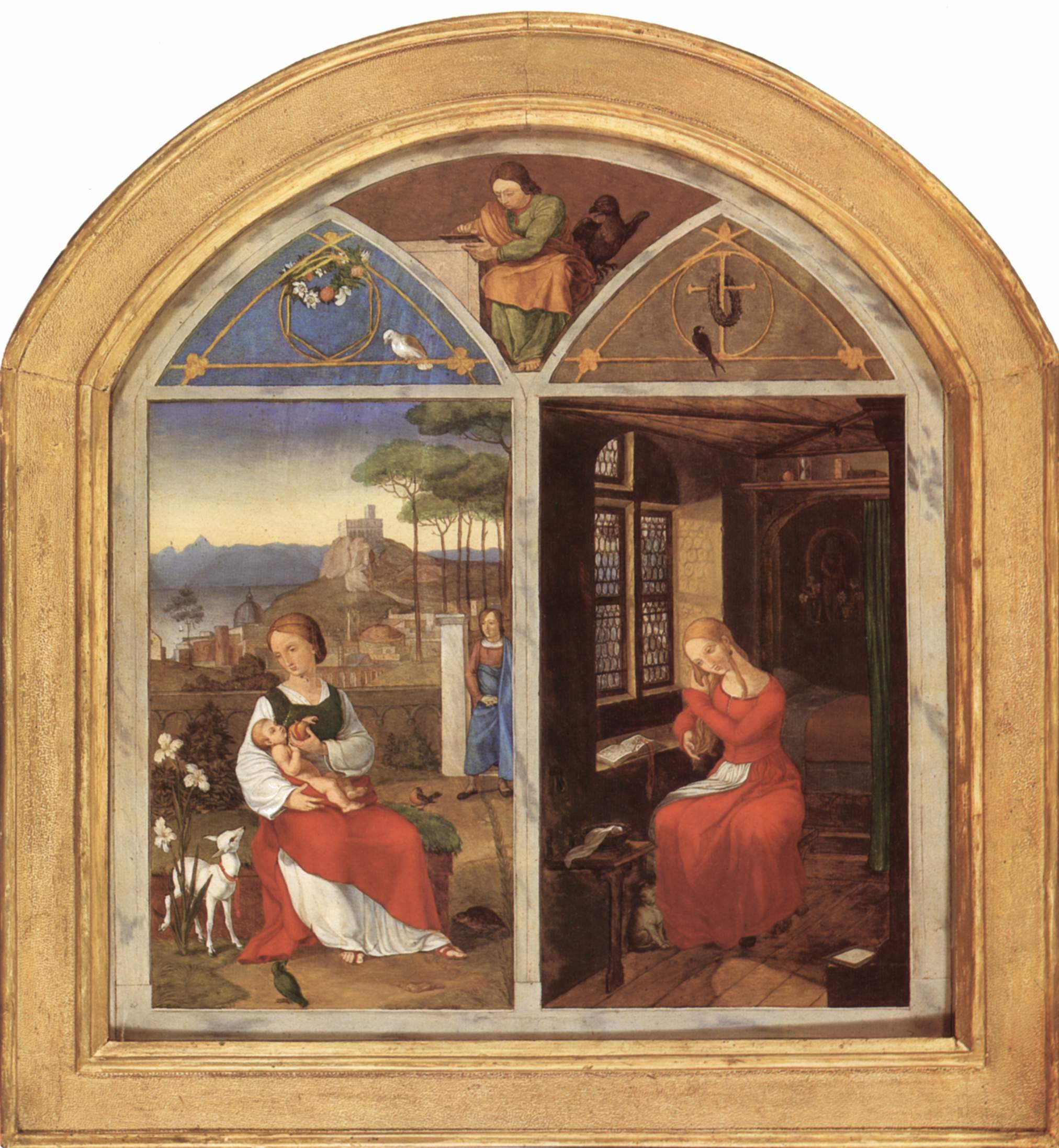
Sulamith und Maria

In seinem kurzen Leben konnte Franz Pforr nur eine Handvoll Gemälde und einige hundert Zeichnungen schaffen. Trotzdem zählt er zu den wichtigen Malern der deutschen Romantik und hat die Bewegung der Lukasbrüder entscheidend geprägt. Besonders sein 1811 entstandenes allegorisches Tafelbild Sulamith und Maria gilt als archetypisch für das Nazarenertum, die religiös geprägte deutsche Romantik. Mit der religiösen Thematik verknüpft es eine Fülle von Anspielungen auf das Leben seines Freundes Overbeck, sein eigenes Leben und die eheliche und bräutliche Liebe.
Zu diesem Freundschaftsbild gibt es ein Gegenstück, das Overbeck für Pforr gemalt hat: Das nicht minder bekannte Werk Italia und Germania.
Neben diesem Bild hinterließ Franz Pforr die Gemälde Der Graf von Habsburg, Kaiser Rudolfs Einzug in Basel und das erst 1923 wieder aufgefundene Sankt Georg der Drachentöter.